# Francisco José Vieira Fernandes
Francisco José Vieira Fernandes (Funchal, 3 de março de 1952) é um economista, escritor e político português. Licenciado em Finanças pelo Instituto Superior de Economia da Universidade Técnica de Lisboa, Mestre em Gestão do Desporto, na especialidade de Gestão das Organizações Desportivas, e Doutor em Motricidade Humana, na especialidade de Ciências do Desporto, ambos pela Faculdade de Motricidade Humana da Universidade Técnica de Lisboa.
Foi Presidente da Direção da Associação Zarco - Centro de Estudos de Desenvolvimento e Desporto.

## Carreira
- Entre 1978 e 1993 foi Chefe dos Serviços Administrativos dos Aeroportos da Madeira
- Entre 1993 e 2000 foi Presidente do Instituto do Desporto da Região Autónoma da Madeira.
- Entre 2000 e 2011 foi Secretário Regional de Educação e Cultura do Governo Regional da Madeira.[1]
- Entre 2011 e 2014 foi Assessor do Conselho de Administração da ANAM, S.A..
- De 2014 a 2015 foi Assessor do Conselho de Administração da ANA, S.A.[2]
- Desde 2015 a 2019 foi Diretor Adjunto dos Aeroportos da Madeira
- Está aposentado desde 2019
- Membro-fundador do Clube Amigos do Basquete, foi praticante, treinador e dirigente desportivo na modalidade de basquetebol, neste e noutros clubes.[3]
- Desde 2016 é Presidente do Conselho Geral da Universidade da Madeira.[4][5]

## Obra
Tem cerca de três dezenas de livros publicados nas áreas da investigação, dramaturgia (narrativa e romance) e literatura infantojuvenil, tendo obras incluídas no Plano Nacional de Leitura e no Plano Regional de Leitura.

### Crónica
- Cartas de Divagação, 2002

### Literatura infantil
- Duas Estrelas do Mar e Um Peixe Prateado (Uma História sobre a Amizade), 2003
- As Estrelas do Mar e o Peixe Prateado Juntos de Novo (Uma História sobre o Ambiente), 2003
- A Casa do Penedo da Gaivota, 2004
- As Estrelas do Mar e o Peixe Prateado Encontram um Amigo Especial (Uma História sobre a Diferença), 2005
- O Diogo Quer ser Futebolista, 2005 — Plano Nacional de Leitura (Educação Pré-Escolar)
- O Peixe Prateado Reencontra o Seu Cardume (Uma História sobre a Liberdade), 2005
- A Estrela Perdida, 2006 — Plano Nacional de Leitura (2.º ano do Ensino Básico)
- A História de Monakus, 2007
- A Madalena Descobre o Basquetebol, 2007
- Alguém Avisou o Pai Natal?, 2007
- O Sonho da Maria, 2008 — Plano Nacional de Leitura (3.º/4.º/5.º/6.º anos do Ensino Básico)
- Porque Devo Ir à Escola?, 2008
- O João Gosta do Mar, 2009
- Irina, 2009
- O Enigma do Código *uSn, 2009
- Os Sonhos do Maravilhas, 2010
- O Enigma da Casa das Mudas, 2010
- Aliane e Zaneah: dos Sonhos às Vitórias, 2010
- O Enigma do Palácio, 2011
- Ogima - O viajante do espaço no planeta dos BMQ, 2012
- Dinari e a Estrela d'Alva (e-book), 2012
- Uma horta de cores, 2015
- Quatro em Linha, 2019

### Narrativa
- Memórias com Mar, 2002

### Teatro
- Andaime, 2002
- Joana, 2004
- Basta que sim!, 2006

### Investigação
- Madeira - Desporto em Autonomia, 1998
- Desporto e Autonomia Insular, 2009

### Biografias
- General José Vicente de Freitas, a Liberdade de Pensar, 2010
- Cem anos de Olimpismo - Olímpicos da Família Herédia, 2013
- Francisco Correia de Herádia, Revolucionário e Autonomista, 2014
- Coronel Nepomuceno de Freitas - Das trincheiras da Flandres à gestão dos Hospitais Civis de Lisboa, 2018